# Otto Veraguth
Otto Veraguth (* 13. Mai 1870 in Chur; † 17. Dezember 1944 in Zürich) war ein Schweizer Neurologe und Förderer der Sportmedizin und der Physiotherapie.

## Leben
Nach dem Schulbesuch in Chur absolvierte Otto Veraguth ein Medizinstudium in Zürich und Heidelberg. 1895 wurde er in Zürich zum Doktor der Medizin promoviert. Dort absolvierte er auch die Weiterbildung zum Neurologen und habilitierte sich im Jahr 1900. Von 1918 bis 1940 arbeitete und forschte er als Professor für Physikalische Therapie an der Universität Zürich zu Methoden der Naturheilkunde. Von 1922 bis 1924 war er Präsident der Schweizerischen Neurologischen Gesellschaft.
Er war Mitautor der neurologischen Kapitel der beiden ersten Auflagen im Handbuch der inneren Medizin vom Springer-Verlag.